# Bruno von Schuckmann
Bruno von Schuckmann (Kołki, 3 dicembre 1857 – Stettino, 6 giugno 1919) è stato un avvocato e politico tedesco.
Fu governatore imperiale nell'Africa tedesca del Sud-Ovest e un membro della Camera dei rappresentanti prussiana.